# Artur Kratz
Artur Kratz (* 28. Januar 1927 in St. Wendel; † 1. Februar 2004 in Berlin) war ein deutscher Restaurator, Bildhauer und Maler. In den frühen Jahren der Bundesrepublik Deutschland machte er sich insbesondere um die Wiederherstellung kriegszerstörter Kunst verdient. Er entwickelte eine bis heute angewandte Technik zur Steinrestaurierung. 1983 erhielt er für seine Verdienste um die Erhaltung der Museumsbestände und um die internationale Zusammenarbeit das Verdienstkreuz am Bande des Verdienstordens der Bundesrepublik Deutschland.

## Werdegang
Artur Kratz wurde als Sohn des Architekten Valentin Kratz und Johanna, geb. Müller, in St. Wendel im Saargebiet geboren. Kindheit und Jugend standen unter dem Einfluss der beginnenden Naziherrschaft und später des Krieges. Mit 17 Jahren wurde er zum Arbeitsdienst und nach Hitlers Aufruf zum „Volkssturm“ in die Wehrmacht eingezogen. Im Frühjahr 1945 geriet er in amerikanische Gefangenschaft, aus der er Ende 1945 wieder entlassen wurde. In der Not der Nachkriegsjahre begann Kratz bereits mit 19 Jahren, als freier Werbegraphiker in Frankfurt am Main zum Lebensunterhalt der Familie beizutragen.
Seine vielseitig ausgebildeten Fähigkeiten als Künstler und Restaurator, die später allseits Beachtung fanden, verdankte er den Lehrjahren (1948–50) in der Werkstatt von Bildhauer und Maler Fred Brosius, wo er lernte, Stein zu bearbeiten. Brosius zog ihn von Beginn an zur Arbeit bei Steinrestaurierungen an Frankfurter Häuserfassaden mit heran. An der Darmstädter Kunsthochschule studierte Kratz gleichzeitig beim Bildhauer Fritz Schwarzbeck. Er erhielt kunstgeschichtlichen Unterricht und lernte in einer Antik-Schreinerei Holzarbeiten, Oberflächenbehandlung, Polieren, Vergolden und Polychromieren.
Mit der Einrichtung einer eigenen Werkstatt begann Kratz ab 1950 auch als eigenständiger Bildhauer und Maler zu arbeiten. Sein Ruf als vielseitig begabter junger Künstler brachte ihm mit der Zeit Aufträge von Kunsthändlern und Privatsammlern ein. Es folgten Restaurierungsarbeiten, Ergänzungen an Plastiken, Möbeln und Gemälden. Seine Konservierungs- und Restaurierungsarbeiten wurden mehr und mehr auch in Fachkreisen bekannt. Der Landeskonservator von Hessen und das Historische Museum in Frankfurt wurden auf seine Arbeit aufmerksam und beauftragten ihn mit Restaurierungsarbeiten (Gerhard Bott Museumsdirektor Historisches Museum Frankfurt am Main), ebenso Geschichtsvereine und zahlreiche Kirchen in Hessen (z. B. 1957 Kirche von Büdingen Restaurierung Christus am Kreuz, um 1500) nahmen seine Restaurierungsarbeiten in Anspruch. Dazu gehörten die Freilegung und Ergänzung farbiger Fassungen von Skulpturen – insbesondere mittelalterlicher Holzskulpturen – ebenso wie Restaurierungen von Gemälden. 1957 ging bei der Vorbereitung der Ausstellung Europäische Bildwerke von der Spätantike bis zum Rokoko- aus den ehemaligen Staatlichen Museen Berlin-Dahlem in der Essener Villa Hügel eine mittelalterliche Madonnenfigur zu Bruch. Nach der erfolgreichen Rettung der Skulptur durch Artur Kratz bot ihm Peter Metz, Direktor der Skulpturenabteilung staatliche Museen Preußischer Kulturbesitz und Leiter der Ausstellung, einen Werkvertrag an. 1958 engagierte er Kratz als Restaurator der Skulpturengalerie in Berlin-Dahlem.
Der Umzug nach West-Berlin beendete sein Leben als freischaffender Künstler und begründete zugleich seine bürgerliche Existenz. 1961 heiratete er Angela Metz, die zweite Tochter der fünf Kinder des Kunsthistorikers Peter Metz. Aus dieser Ehe gingen vier Kinder hervor.

## Der Restaurator

### Entwicklung einer neuen Methode der Steinrestaurierung
Als Chefrestaurator der Skulpturengalerie in Berlin-Dahlem widmete Kratz sich bei der Pflege und dem Erhalt der Kunstschätze insbesondere den Exponaten der angeschlossenen Frühchristlich-Byzantinischen Sammlung (Ikonen, Goldschmiedearbeiten, Glas und Textilien). Bald ergab sich eine Zusammenarbeit mit dem Lehrgebiet Denkmalpflege der Technischen Universität Berlin. Der bekannte Potsdamer Denkmalpfleger Friedrich Mielke lernte Kratz durch die gleichartigen Aufgaben bei der Restauration von Bildwerken und Gebäuden kennen und schätzen. Mielke war als Hochschullehrer an der Technischen Universität Berlin tätig. Er bat Kratz in den frühen 60er Jahren, seine Studenten mit dem Arbeitsgebiet Restaurierung bekannt zu machen. Von da an hielt Kratz regelmäßig Vorträge und führte typische Arbeiten aus seiner Werkstatt vor.
Angeregt durch die Fragen der Studierenden begann er, die physikalischen und chemischen Voraussetzungen seines Fachgebietes zu erkunden. Bei seinen Restaurierungsarbeiten stieß er immer wieder auf stark zerstörte steinerne Kunstwerke, die dem völligen Verfall ausgesetzt waren. Nach zahlreichen wissenschaftlichen Experimenten gelang es ihm, eine neue Methode der Steinrestaurierung zu entwickeln. Hauptursache für die Zerstörungen waren die in den Stein eingedrungenen Salze, die man bis dahin zu neutralisieren versucht hatte, indem man dem Stein eine fremde Substanz wie Wachs oder Leinöl zuführte, um das weitere Eindringen von zerstörerischen Salzen zu verhindern. Eine andere Technik versuchte, die Haltbarkeit des Steines durch kieselsäureähnliche Stoffe zu unterstützen. Beide Methoden waren aufwendig und hatten nur begrenzten Effekt. Das von Kratz entwickelte Verfahren war einfacher und wirkungsvoller:
Mit Hilfe eines Vakuumverfahrens wurde der Stein mit Wasser durchtränkt und dadurch von Fremdstoffen gereinigt.
1963 publizierte er seine „neue Methode der Steinrestaurierung“ in der Fachzeitschrift „Museumskunde 1963“. Das Verfahren erregte national wie international großes Aufsehen. Vertreter der Bundesanstalt für Materialprüfung, des Instituts für organische Chemie, der Technischen Universität und vor allem Vertreter der Berliner Denkmalpflege und der Museen zeigten sich beeindruckt von dem kostengünstigen, einfachen, sicheren und erfolgreichen Verfahren. Kratz war zu einem international anerkannten Spezialisten seines Faches geworden und wurde bei zahlreichen Restaurierungsarbeiten im In- und Ausland einbezogen.

### Der Experte für Steinbildwerke
Nach der Flutkatastrophe in Florenz 1966 gehörte er zu dem Stab internationaler Restauratoren, die nach der Überschwemmung in Florenz für die Sicherung und Wiederherstellung beschädigter Kunstwerke sorgten. Auch bei der Restaurierung der Skulpturen von Or San Michele (Ghiberti, Donatello) in Florenz wurde er hinzugezogen. Nach der Entfernung störender Übermalungen an dem berühmten Figuren Zyklus erbrachten anlässlich dieser Restaurierung durchgeführte Forschungen neue Erkenntnisse über die Bemalung („Fassung“) von Steinskulpturen der Renaissance in Europa.
1981 war Kratz als Experte für Steinbildwerke und als Leiter der Restaurierungswerkstatt der Skulpturengalerie bei dem Forschungsunternehmen über das Frühwerk Tilman Riemenschneiders beteiligt. Gefördert von der Stiftung Volkswagenwerk sollten Kunsthistoriker, Restauratoren und Naturwissenschaftler zusammenarbeiten. Mit einer großen Ausstellung und zahlreichen Publikationen konnte das Forschungsunternehmen abgeschlossen werden. Kratz beteiligte sich mit einem grundlegenden Beitrag über „Untersuchungen an Steinbildwerken“ im Ausstellungskatalog, der national und international große Beachtung und Anerkennung fand.

## Der Künstler

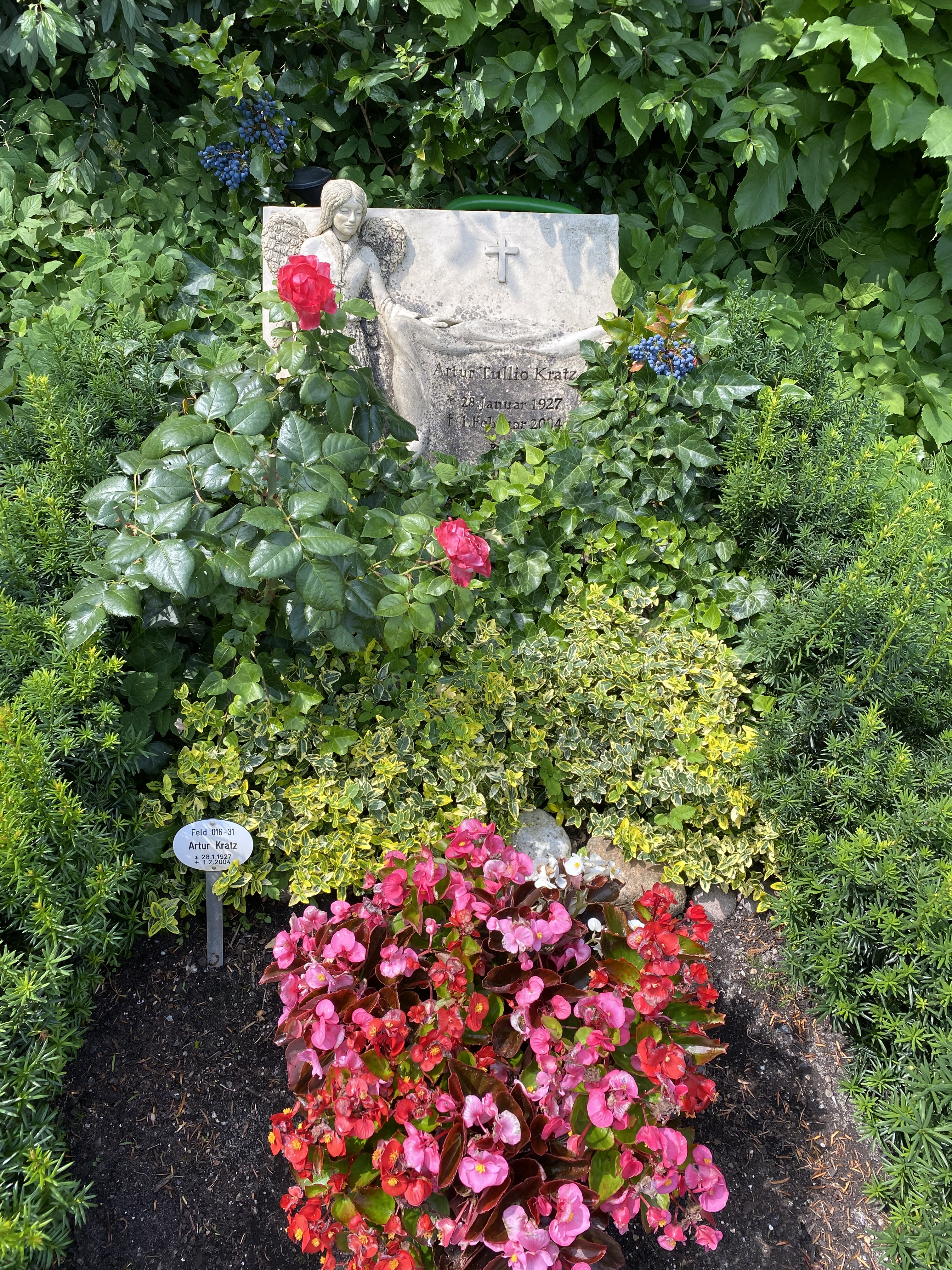
Grabstätte auf dem Friedhof Zehlendorf

Im Frühjahr 1958 wurde Kratz von der Stadt Seligenstadt und dem Bund der Vertriebenen beauftragt, ein „Mahn- und Ehrenmal für die Opfer der Kriege, der Gewalt, der Vertreibung“ in Seligenstadt zu gestalten, das auf dem örtlichen Friedhof seinen Platz finden sollte. Den roh behauenen, 12,5 Tonnen schweren Sandstein mit einer Höhe von fünf Metern und einer Kantenlänge von einem Meter bearbeitete Kratz direkt am Standort. Auf die vier Seiten der Stele sind Köpfe und Brustbilder gemeißelt. Man erkennt in den Brustbildern Soldaten, Frauen mit Kindern, Greise und Greisinnen. Die Köpfe stellen die Toten dar, die durch Krieg und Gewaltherrschaft ihr Leben verloren haben.
Trotz seiner beruflichen Erfolge als Restaurator war Kratz stets auch als eigenständiger Künstler beschäftigt. Besonders interessierte ihn der weibliche Körper und seine Darstellung sowohl in Zeichnungen, als auch mit Aquarelltechnik.
Ebenso bedeutsam war für ihn die Landschaftsmalerei, vorwiegend in Aquarelltechnik, ab den 90er Jahren auch in Ei-Tempera Farben.
Nach dem Fall der Mauer entstanden zahlreiche Aquarelle, die ausdrucksstark den Landschaftscharakter der Mark Brandenburg widerspiegeln. Weil Berlin und die Mark Brandenburg kein Material für einen Bildhauer für Steinbildwerke boten, begann Kratz in den 70er Jahren, Skulpturen und Reliefs aus Ton bzw. Keramik zu gestalten.
Sozialkritische und politische Themen beschäftigten ihn in den folgenden Jahren ebenso wie die Auseinandersetzung mit abstrakter Kunst, wovon er sich jedoch Mitte der 80er Jahre wieder ab- und der gegenständlichen Kunst zuwandte. Bis zu einer schweren Krebserkrankung 1993 stellte er seine Kunstwerke in der einzigen juryfreien Kunstausstellung dieser Größe in Europa (Freie Berliner Kunstausstellung) aus.
In den 90er Jahren widmete er sich mehr und mehr der sakralen Kunst. Durch die Bekanntschaft mit einem katholischen Pfarrer inspiriert, gestaltete er Büsten von Heiligen, Devotionalien der Pilger und am Ende seines Lebens eine lebensgroße Madonna in mittelalterlichem Stil, wobei er sich bei der Farbgestaltung sein Wissen um die jahrhundertealte Tradition der „Fassung“ von Skulpturen zunutze machte.
Er starb am 1. Februar 2004 einen Tag nach der Beendigung seines letzten Werkes im Kreis seiner Großfamilie in seiner Berliner Wohnung. Seine letzte Ruhestätte erhielt Kratz auf dem Friedhof Zehlendorf (Feld 016-31).

## Ehrungen
Am 17. März 1983 wurde Artur Kratz von Bundespräsident Karl Carstens auf Vorschlag des Bundesministers des Innern das Verdienstkreuz am Bande des Verdienstordens der Bundesrepublik Deutschland verliehen. Die Würdigung hatte folgenden Wortlaut:

„Artur Kratz leitet seit 1958 die Restaurierungswerkstatt der Skulpturengalerie der Staatlichen Museen Preußischer Kulturbesitz. Er zeichnet sich besonders durch kunstgeschichtlichen Verstand, umfassendes praktisch-handwerkliches Können sowie durch eigene Forschungstätigkeiten aus. Auf dem Gebiet der Steinkonservierung und -restaurierung gilt Artur Kratz international als führender Experte. Er ist deshalb wiederholt im In- und Ausland -zum Teil auf Anforderung des Auswärtigen Amtes- sowohl beratend als auch zu praktischer Restaurierungstätigkeit hinzugezogen worden. Besonders hervorzuheben ist hier seine Tätigkeit nach der Flutkatastrophe in Florenz. Herr Kratz gehörte zu dem Stab internationaler Restauratoren, die nach der Überschwemmung in Florenz für die Sicherung und Wiederherstellung beschädigter Kunstwerke sorgten. Auch an der Restaurierung der Skulpturen von Or San Michele (Ghiberti, Donatello), besonders bei der Entfernung störender Übermalungen an dem berühmten Figuren-Zyklus, hat er mitgearbeitet. Die anlässlich dieser Restaurierung durchgeführten technologischen Forschungen erbrachten wichtige neue Erkenntnisse über die Bemalung („Fassung“) von Steinskulpturen der Renaissance in Europa. Als Experte für Steinbildwerke und als Leiter der Restaurierungswerkstatt der Skulpturengalerie hat sich Herr Kratz schließlich bei dem Forschungsunternehmen über das Frühwerk Tilmann Riemenschneiders ausgezeichnet. Der besondere Sinn dieses von der Stiftung Volkswagen geförderte Vorhaben lag in der Beteiligung von Kunsthistorikern, Restauratoren und Naturwissenschaftlern. Der langjährigen Erfahrung, dem hervorragenden Können und dem herausragenden persönlichen Einsatz von Herrn Kratz ist es nicht zuletzt zu danken, dass das Forschungsunternehmen mit der großen Ausstellung und den Publikationen zum Frühwerk Tilman Riemenschneiders abgeschlossen werden konnte. Herr Kratz hat zu dem Ausstellungskatalog einen wesentlichen und grundlegenden Beitrag über „Untersuchungen an Steinbildwerken“ beigesteuert, der national und international große Beachtung und Anerkennung gefunden hat. Herr Kratz hat sich damit nicht nur um die Erhaltung der Museumsbestände, sondern auch um die internationale Zusammenarbeit verdient gemacht.“